# Septulina ovalis
Septulina ovalis là một loài thực vật có hoa trong họ Loranthaceae. Loài này được (E. Mey. ex Harv.) Tiegh. miêu tả khoa học đầu tiên năm 1895.